# 青森県民駅伝競走大会
青森県民駅伝競走大会（あおもりけんみんえきでんきょうそうたいかい）は、毎年9月の第1日曜日に青森市で開催される、青森県の全市町村対抗による駅伝競走。

## 概要
第1回大会は1993年に開催された。1983年から1992年までは、陸奥湾一周駅伝競走という大会があったが、大会経費などの関係により、それに変わるものとして県民駅伝が始まった。
現在のコースは、青森県観光物産館アスパム前から、カクヒログループアスレチックスタジアムまでの9区間・26.1km。正午にスタートする。総合順位に加え、市・町・村の部でも順位を競う。
第9回（2001年）までは、青函連絡船メモリアルシップ八甲田丸前から青森県総合運動公園陸上競技場までの10区間、42.195kmで競技が行われ、第1区は青森ベイブリッジを経由して第1中継所に繋がるコースをとっていた。また、開催日も現在と異なり、第7回（1999年）まで毎年9月15日（敬老の日）に行われていた。
スローガンは「健脚でつなげ郷土の和と心」。このスローガンは、陸奥湾一周駅伝の頃から続いている。
市町村合併（平成の大合併）により、チーム数は2005年に67（8市34町25村）から47（9市27町11村）に縮小され、2006年には40（10市22町8村）まで縮小された。
2012年は第20回の記念大会として、岩手県・宮城県・福島県の各代表チームが特別参加し、43チームで行われる。
2019年2月の青森県議会定例会で同年の第27回大会より、フィニッシュ地点を青森市安田の青森県総合運動公園陸上競技場から、青森市宮田に新設された新青森県総合運動公園陸上競技場に変更され、コースが大幅に変わることが発表された。
2020年（第28回大会）および2021年（第29回大会）は、新型コロナウイルス感染症の流行を受け、中止となった。2022年は3年ぶりに開催したがロードには出ず、新青森県総合運動公園の敷地を走るコースで実施した。

## コース

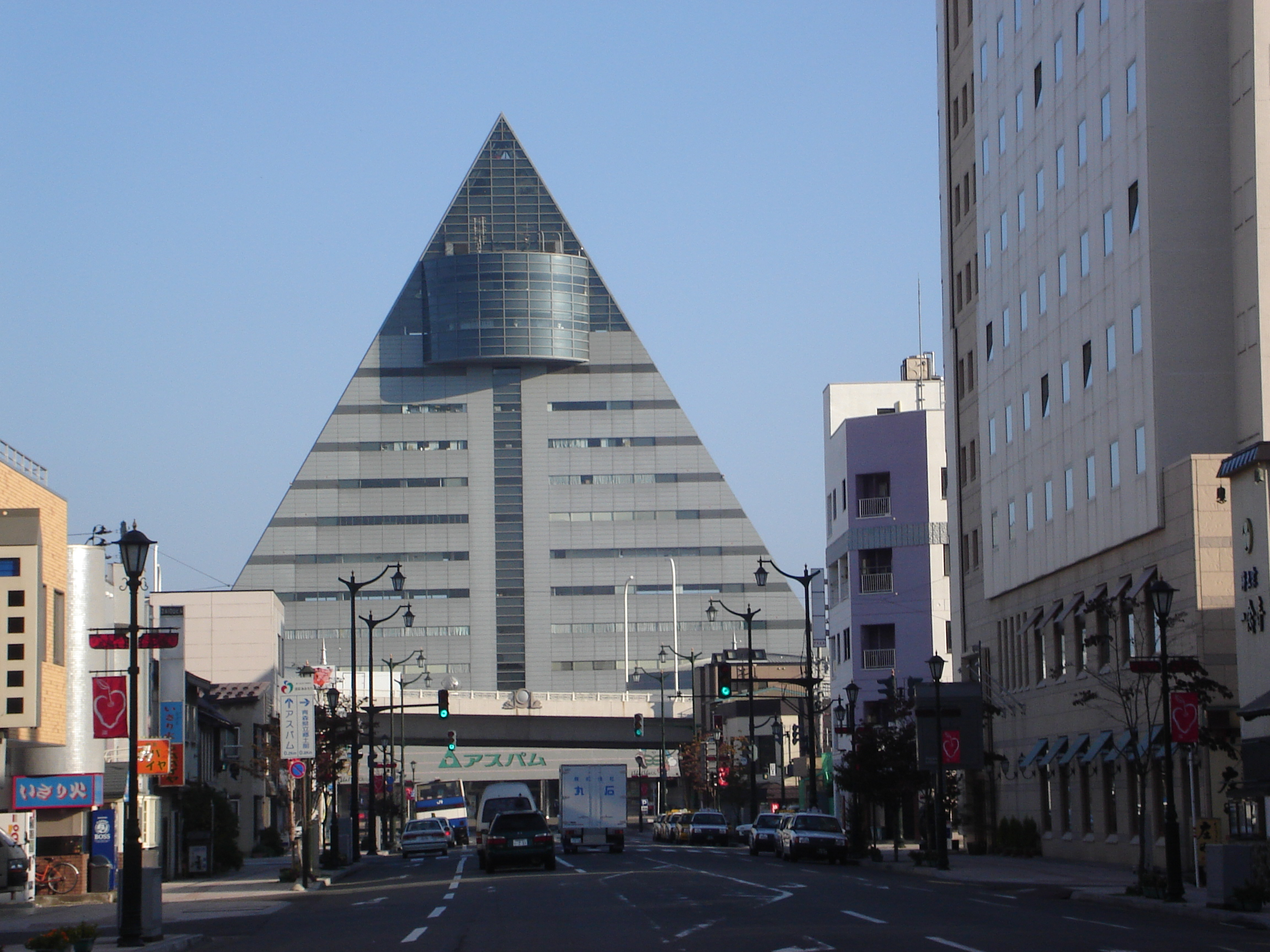
スタート地点となる青森県観光物産館アスパム

### 2019年の第27回大会のコース
- 第1区　アスパム～三内稲本（3.8km  男子・高校生以上）
- 第2区　三内稲本～三内丸山（1.1km  女子・小学生）
- 第3区　三内丸山～安田近野（1.5km  男子・小学生）
- 第4区　安田近野～高田（4.6km  男子・高校生以上）
- 第5区　高田～新町野（3.4km  男子・中学生）
- 第6区　新町野～幸畑（3.1km  女子・中学生以上）
- 第7区　幸畑～桑原（3.8km  男子・高校生以上）
- 第8区　桑原～諏訪沢（2.3km  女子・中学生以上）
- 第9区　諏訪沢～新陸上競技場（2.5km  男子・中学生）
- 合計　9区間、26.1km

### 2002年の第10回大会から2018年の第26回大会までのコース
- 第1区　アスパム～合浦公園（4.6km  男子・高校生以上）
- 第2区　合浦公園～野内（3.8km  男子・中学生）
- 第3区　野内～諏訪沢（4.6km  男子・高校生以上）
- 第4区　諏訪沢～戸山団地（6.1km  男子・高校生以上）
- 第5区　戸山団地～幸畑（2.5km  女子・中学生）
- 第6区　幸畑～流通団地入口（5.2km  男子・高校生以上）
- 第7区　流通団地入口～細越（3.2km  女子・中学生以上）
- 第8区　細越～県総合運動公園陸上競技場（3.8km  男子・中学生）
- 合計　8区間、33.8km

### 第27回の変更点
従来第1区はスタート後、県庁前で青森県庁→青森市役所方面へと左折していたが、第27回より県庁前を新青森駅方面へと右折する。
第3区～ゴールまでは第26回までの逆順ルートとなり、戸山団地内へは入らないルートとなる。この結果以前と比べて7.7㎞分が短縮された。
第27回は新県総合運動公園陸上競技場竣工記念で小学生の部が新たに導入された。

## 歴代優勝
市の部／町の部／村の部、太字は総合優勝
- 第1回（1993年）八戸市／東北町／六ヶ所村
- 第2回（1994年）八戸市／下田町（現・おいらせ町）／六ヶ所村
- 第3回（1995年）八戸市／東北町／六ヶ所村
- 第4回（1996年）八戸市／東北町／六ヶ所村
- 第5回（1997年）青森市／東北町／六ヶ所村
- 第6回（1998年）青森市／東北町／福地村（現・南部町）
- 第7回（1999年）青森市／東北町／六ヶ所村
- 第8回（2000年）青森市／東北町／南郷村（現・八戸市南郷区）
- 第9回（2001年）むつ市／東北町／南郷村
- 第10回（2002年）むつ市／東北町／南郷村
- 第11回（2003年）むつ市／東北町／南郷村
- 第12回（2004年）むつ市／東北町／南郷村
- 第13回（2005年）むつ市／東北町／六ヶ所村
- 第14回（2006年）むつ市／東北町／六ヶ所村
- 第15回（2007年）むつ市／東北町／六ヶ所村
- 第16回（2008年）青森市／南部町／六ヶ所村
- 第17回（2009年）八戸市／東北町／東通村
- 第18回（2010年）むつ市／東北町／東通村
- 第19回（2011年）八戸市／南部町／東通村
- 第20回（2012年）青森市／東北町／東通村
- 第21回（2013年）むつ市／南部町／六ヶ所村
- 第22回（2014年）八戸市／東北町／六ヶ所村
- 第23回（2015年）八戸市／南部町／六ヶ所村
- 第24回（2016年）八戸市／東北町／六ヶ所村
- 第25回（2017年）むつ市／南部町／六ヶ所村
- 第26回（2018年）八戸市／南部町／六ヶ所村
- 第27回（2019年）青森市／東北町／六ヶ所村
- 第30回（2022年）弘前市／東北町／六ヶ所村
- 第31回（2023年）弘前市／東北町／田舎館村
- 第32回（2024年）青森市／東北町/田舎館村

## この大会に出場経験のある有名選手
- 福士加代子（第7回大会に板柳町代表で出場、現・ワコール所属）

## テレビ・ラジオ中継
テレビ・ラジオ中継は、青森放送（RAB）のテレビ・ラジオで放送されている（1993年の第1回は「青森放送開局40周年記念番組」として放送）。
番組タイトルには「みちのく銀行スペシャル」の冠が付く（2006年は「みちのく銀行30周年スペシャル」として、2016年は「みちのく銀行40周年スペシャル」として放送）。みちのく銀行は第1回から大会や中継に全面協力している（ナンバーカードのスポンサーでもある）。　なお、以前はみちのく銀行の単独提供だったが、その後は同社の関連会社などが加わった複数社提供に変わっている。かつては番組内で流れるみちのく銀行の企業イメージCM（東日本縦断駅伝などのスポーツを取り上げたもの）が、1993年の放送開始以来流れていた。2022年からは同年に、2025年1月に目指す青森銀行との合併を見据えたプロクレアホールディングス設立などの会社の体制変更もあり、新型コロナウイルス感染症拡大による中止前の第27回を以ってみちのく銀行は協賛を終了している。
代わって2022年からは青森県民共済生活協同組合が協賛となり、「県民共済presents　第〇回青森県民駅伝競走大会」のタイトルで青森放送による中継が放送されている。ナンバーカードのスポンサーもみちのく銀行に代わって担当している。
- 放送時間
テレビ…11:40 - 11:50　「まもなく青森県民駅伝」／11:50 - 14:30　実況中継
ラジオ…11:30 - 14:20
  - 10区間で毎年9月15日に開催されていた時は11:50 - 15:00に放送していた。
この当時はテレビ中継の際、9月15日であれば土曜・日曜以外でも中継を行ったため、レギュラー放送のうちネットワークセールスとなっている「午後は○○おもいッきりテレビ」や「ザ・ワイド」は休止となっていた（但し「キユーピー3分クッキング」と「ごちそうさま」〔おもいッきりの1コーナー〕は15時台に録画ネット放送。またレギュラー番組が休止になっても、1996年から2000年まで放送していた「CS★日テレ」では他地域同様に視聴可能だった）。また、夕方ワイドの「出会いふれあい生テレビ!」→「生テレビ」は、駅伝中継の時間には当たらないが、スタジオが使えないことや、スタッフが駅伝中継に専念するため休止された年があったほか、2011年はスタジオセット等の準備のため、中継の2日前に放送される「きんこれ」も単発の番組に変更となったり、2012年から2021年まで放送されていた「ZIP!FRIDAY」は開催直前の金曜日は生放送ではなく事前収録放送になる場合もあった。
  - 2014年までは11:00 - 11:30に大会のみどころや各中継所からの中継が行われていた。2015年からは当該時間帯の「男子ごはん」、2017年以降は「誰だって波瀾爆笑」（2016年10月より30分拡大して11:25まで）を通常通り放送。
- 2024年の開催は9月1日ではあるが、同日は前日8月31日から『24時間テレビ47 愛は地球を救うのか?』の放送日と重なっており、青森放送公式YouTubeなどでの簡易中継を実施した。ラジオでは例年通りに放送されたが、テレビでは当日のローカルニュース内で簡単に触れた程度で翌日の『RABニュースレーダー』で詳報が特集された。

- テレビ中継では日本テレビ系列局からスタッフ・技術の協力を受ける。日本テレビ（同じ日テレHD傘下のNiTRoも含む[7]）・読売テレビ・テレビ岩手・ミヤギテレビ・秋田放送・山形放送・福島中央テレビ・テレビ新潟は第1回から現在まで参加[8]。札幌テレビ・静岡第一テレビ・テレビ信州が参加する年もある。

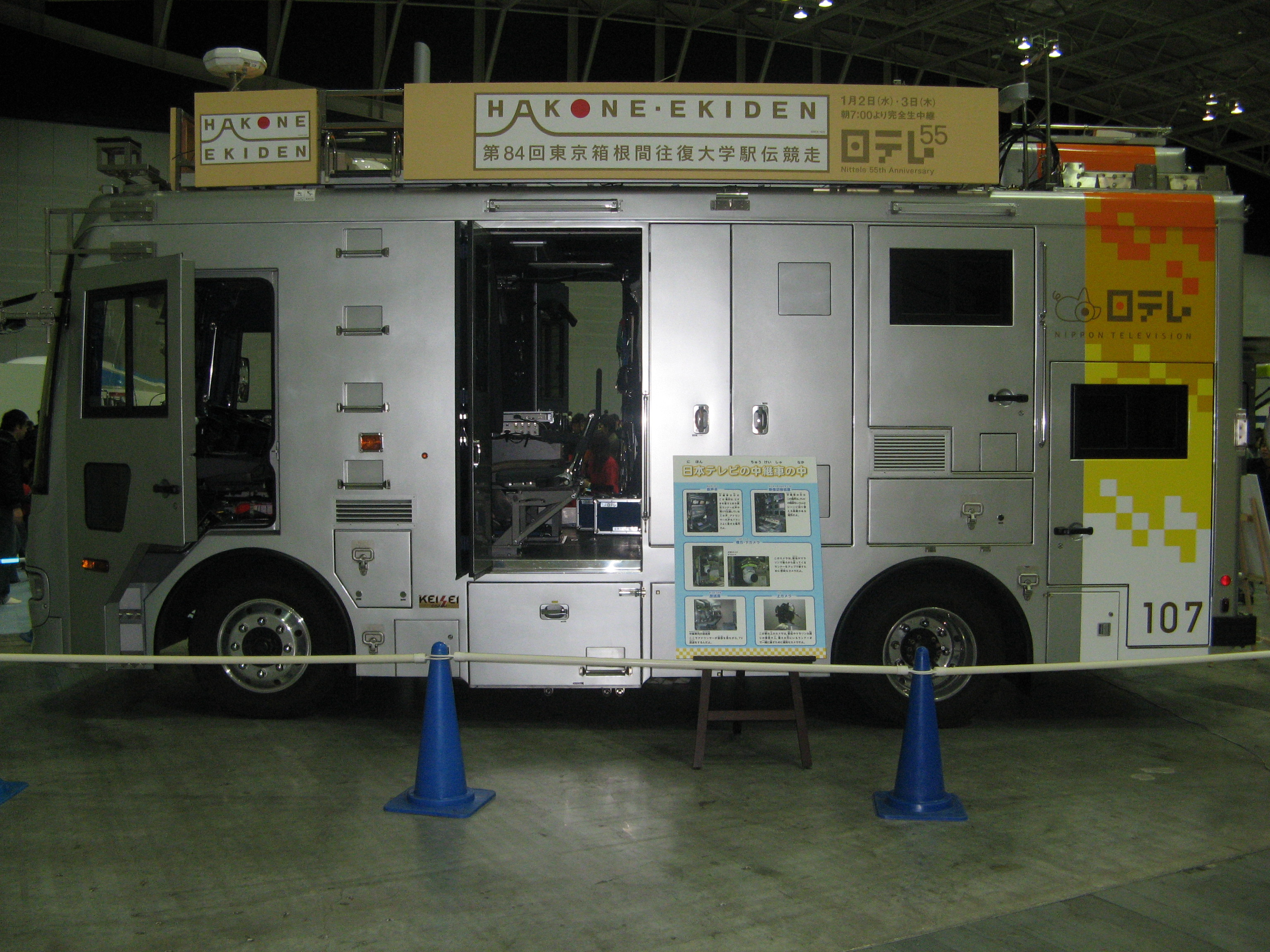
1号車として使用される日本テレビ中継車107号

- テレビの移動中継車は、1号車が「箱根駅伝」や県民駅伝の前週に行われる「24時間テレビ」のチャリティーマラソンなどで使用されている日本テレビの中継車107号[9]。2号車はRABの中継車。1号車・2号車にはバイクカメラの映像も伝送される。3号車はワンボックスカーが使用される（2008年までは小型オープンカーが使われ、初期の頃は青山良平が自らカメラで撮影しながら実況もしていた）。なお、中継車からの映像で表示される距離メーターのテロップは日テレ系の駅伝中継と同じもので、2005年からリニューアルされている（但し、フォントなど微妙に異なっている。また3号車のテロップは2008年まで1・2号車とは全く異なり、距離は小数点第1位までしか表示されなかった）。

- 以前はヘリコプターからの映像も入れていたが、騒音の問題などから廃止された。それに代わり近年は、NTTドコモ東北青森ビル（みちのく銀行本店の近く）の鉄塔にカメラスタッフを配置して、選手の走りや青森市の景色などを映している（ヘリコプターに代わる中継伝送ポイントにもなっている）。

- ラジオ中継にはバイクを中継車として使い、アナウンサーがライダーの後ろに乗って実況する。なお、2009年からは中継体制の縮小によりテレビの音声をそのまま使用しているが、ラジオスタジオにアナウンサーを配置し応援メッセージの紹介や順位の読み上げなどを行っている。

- 中継リポーターは人員を補うため青森放送のアナウンサーに限らず、RABの番組で活躍しているパーソナリティー（けんずろう、野坂真理など）、更には元アナウンサーで後に報道記者など別部署に配属されている社員も担当する[10]。それに、スタートを担当したアナウンサーは後半部の別の中継所に、また第1中継所を担当したアナウンサーはフィニッシュにそれぞれ先回りして、実況を兼務する形をとっている。

- 2006年からは、地上デジタル放送開始に伴い、一部中継地点の映像がハイビジョン化された。固定中継は2010年までに全地点、移動中継では、2008年に3台の中継車とバイクカメラ全ての映像をハイビジョン化させた[11]（但し、過去の大会の映像などは4:3標準画質にサイドバーを表示している）。

### 2016年の解説・実況スタッフ
テレビ・ラジオ同時
- 石橋修（解説、八戸学院大学陸上競技部部長(元青森大学陸上部監督)）
- 青山英次（センター・本社テレビスタジオ）
- 菅原厚（1号車）
- 上野由加里（2号車）
- 桒子英里（3号車）
- 長澤瑠璃子（スタート・第6中継所）
- 上野比呂企（第1中継所・フィニッシュ）
- 秋山博子（第2中継所）
- 野坂真理（第3中継所）
- 筋野裕子（第4中継所）
- 吉﨑ちひろ（第5中継所）
- 猪股南（第7中継所）

ラジオ担当
- 鮫島大史（以前はラジオ版の実況もしていた）
- 伊東幸子

以前の実況（センター・本社テレビスタジオ）
- 大友寿郎（1993 - 不明）
- 夏目浩光（不明 - 2013、センター実況を外れた後もサブアナとして関わっている）

## 市町村対抗駅伝を行っている他の都道府県
- 岩手県（一関・盛岡間駅伝競走大会）
- 秋田県（ふるさとあきたラン!・秋田25市町村対抗駅伝）
- 山形県（山形県縦断駅伝競走大会）
- 福島県（市町村対抗福島県縦断駅伝競走大会）
- 栃木県（栃木県郡市町対抗駅伝）
- 新潟県（新潟県縦断郡市対抗駅伝競走大会）
- 長野県（長野県縦断駅伝競走、長野県市町村対抗駅伝競走大会）
- 神奈川県（市町村対抗かながわ駅伝競走大会）
- 岐阜県（ぎふ清流郡市対抗駅伝競走大会）
- 静岡県（しずおか市町対抗駅伝）
- 愛知県（愛知県市町村対抗駅伝競走大会）
- 三重県（美（うま）し国三重市町対抗駅伝）
- 和歌山県（和歌山県市町村対抗ジュニア駅伝競走大会）
- 兵庫県（兵庫県郡市区対抗駅伝）
- 香川県（郡市対抗源平駅伝）
- 徳島県（徳島駅伝）
- 高知県（県市町村対抗駅伝）
- 佐賀県（郡市対抗県内一周駅伝大会）
- 長崎県（郡市対抗県下一周駅伝大会）
- 大分県（県内一周大分合同駅伝）
- 鹿児島県（鹿児島県下一周市郡対抗駅伝競走大会）
- 沖縄県（沖縄一周市郡対抗駅伝競走大会）